# برابرها (فیلم)
برابرها (انگلیسی: Equals) یک فیلم رمانتیک علمی-تخیلی پادآرمان‌شهر به کارگردانی دریک دورمس و نویسندگی ناتان پارکر است که در سال ۲۰۱۵ منتشر شد. نیکولاس هولت و کریستن استوارت در نقش‌های اصلی فیلم به عنوان دو فردی هستند که بر اثر آلوده شدن به نوعی بیماری با نام باگ، در دنیایی پادآرمان‌شهر که دیگر احساسات در آن نقشی ندارند، توانایی مجدد خود برای احساسات عاطفی و هیجانی را به دست آوردند. اولین نمایش جهانی این فیلم در هفتاد و دومین جشنواره فیلم ونیز بود.

## بازیگران
- نیکولاس هولت در نقش سایلاس
- کریستن استوارت در نقش نیئا
- گای پیرس در نقش جونس
- جکی ویور در نقش بِس
- دیوید سلبی در نقش لئونارد
- توبی هاس در نقش جورج
- اسکات لارنس در نقش مارک